# Progetto Quatermass
Progetto Quatermass è un romanzo di fantascienza dello scrittore britannico Nigel Kneale, tratto dalla sceneggiatura della serie televisiva della BBC Quatermass II e originalmente pubblicato dalla Penguin Books nel 1960 con il titolo Quatermass II.

## Trama
Il professor Bernard Quatermass, costruttore di missili e progettista di basi spaziali, apprende della caduta di meteoriti artificiali sulla campagna inglese ed il sorgere di una sinistra struttura militarmente sorvegliata, ufficialmente un'industria per la fabbricazione di cibo sintetico.
Lo scienziato indaga mobilitando svariati canali governativi scoprendo che da tempo molti cittadini e funzionari sono telepaticamente comandati da creature aliene, avendo avuto inavvertitamente contatto con le meteoriti, veicolo di forme di vita che parassitano il sistema nervoso. La fabbrica, come altre situate altrove, in Svezia ed in Brasile, è una struttura mastodontica costruita dagli umani parassitati per creare un habitat alieno adatto ad ospitare gli invasori.
Dopo una spaventosa irruzione nella fabbrica inglese, un epilogo inquietante nello spazio, sull'asteroide origine delle creature aliene.

## Storia editoriale
Nel 1955 Nigel Kneale viene invitato dal Daily Express a scrivere una nuova storia di Quatermass da pubblicare a puntate sul quotidiano. Dal momento che Kneale non si sentiva pronto a pensare a una nuova storia, gli viene suggerito semplicemente di adattare Quatermass II, cosa che egli accetta. La serializzazione viene pubblicata sul Daily Express dal 5 al 20 dicembre 1955, benché Kneale sia stato costretto a forzare la storia ad una rapida conclusione quando il giornale perse interesse nel progetto e gli chiese di completare la storia il prima possibile.
Nel 1959 la Penguin Books pubblica un libro contenente le sceneggiatura e alcune foto di scena della serie televisiva di The Quatermass Experiment, a cui fanno seguito altri due volumi tratti dalle sceneggiature di Quatermass II e Quatermass and the Pit, nel 1960. Tutti e tre i libri vengono ristampati dalla Arrow Books nel 1979, con una nuova introduzione di Nigel Kneale, in occasione della messa in onda del quarto capitolo della saga, Quatermass Conclusion - La Terra esplode.

## Edizioni
- Prima pubblicazione italiana: a puntate su Urania nel 1962.[2]
- Nigel Kneale, Progetto Quatermass, Classici Urania n.4, Mondadori, 1977.
- Nigel Kneale, Progetto Quatermass, Urania Collezione n.33, Mondadori, 2005.